# سیارک ۵۸۲۷
سیارک ۵۸۲۷ (به انگلیسی: 5827 Letunov، نامگذاری:1990VB15) پنج هزار و هشتصد و بیست و هفتمین سیارک کشف شده‌است که در ۱۵ نوامبر ۱۹۹۰ کشف شد.
قدر مطلق سیارک برابر ۱۳٫۵۰ است.